# Абдешев, Хайрулла
Абдешев Хайрулла (18 ноября 1925, с. Акоба, Оренбургская область — 7 ноября 1973) — полный кавалер ордена Славы, командир отделения 7-го гвардейского воздушно-десантного полка, младший сержант гвардии.

## Биография
Хайрулла родился 18 ноября 1925 года в семье крестьянина, в селе Акоба (Оренбургская область). В школе окончил 7 классов. После школы работал в колхозе «Алгабас» Оренбургской области.
В 1942 году призван в Красную Армию. В ноябре 1943 года ушёл на фронт. Служил в 7-м гвардейском воздушно-десантном полку 2-й гвардейской воздушно-десантной дивизии. Принимал участие в боях за освобождение Правобережной Украины, Чехословакии.
В 1946 г. был демобилизован, вернулся на родину — в село Акоба, где продолжил работать в колхозе «Алгабас». 

## Подвиг героя
01.08.44 в 23 км юго-зал. г. Коломыя (ныне Ивано-Франковская обл., Украина) при отражении контратаки увлек за собой бойцов, лично уничтожил несколько гитлеровцев. 31.08.44 награжден орд. Славы 3 ст. (№155656) 24.10.44 в р-не нас. пунктов Уклин, Цаклановице (сев.-вост. г. Мукачево, Закарпат. обл., Украина) группа разведчиков, в составе которой был Абдешев, находилась в тылу противника, установила расположение 28 огн. точек и с ценными сведениями вернулась в часть, при этом уничтожила несколько пулемет. расчетов. 26.11.44 награжден орд. Славы 2 ст. (орден № 7909). 20.01.45 с отделением ворвался на окраину нас. пункта Мокранце (юго-зап. г. Кошице, Словакия), вывел из строя 2 огн. точки; на подступах к г. Моравска-Острава (ныне Острава, Чехия) вместе с бойцами захватил траншею противника и продолжал отражать контратаки врага до подхода осн. сил подразделения. В этом бою был ранен. 15.5.46 нагр. орд. Славы 1 ст. (орден № 888).
- Его именем названа улица в пос. Акбулак.
- Памятная доска в п. Акбулак. Имя увековечено на Монументе в честь акбулакчан- героев и на Аллее Славы.
- В школах и библиотеках Акбулакского района имеются стенды и уголки, посвященные Герою.
- Основные мероприятия проводятся на базе школ и библиотек Акбулакского района. Установлена «Парта Героя» в МБОУ «Сагарчинская средняя общеобразовательная школа» Акбулакского района.

## Награды
- Орден Славы 1-й степени (15.05.1946)
- Орден Славы 2-й степени (28.11.1944)
- Орден Славы 3-й степени (31.08.1944)